# رنه ماریگیل
رنه ماریگیل (اسپانیایی: René Marigil‎; ۲۴ اکتبر ۱۹۲۸ – ۲۵ اکتبر ۲۰۰۹) دوچرخه‌سوار اهل اسپانیا بود. وی در مسابقات تور دو فرانس شرکت کرده است.